# Pacifigorgia catedralensis
Pacifigorgia catedralensis är en korallart som beskrevs av Breedy och Rafael Guzmán 2004. Pacifigorgia catedralensis ingår i släktet Pacifigorgia och familjen Gorgoniidae. Inga underarter finns listade i Catalogue of Life.